# 凱徹姆嶺
凱徹姆嶺（英語：Ketchum Ridge）是南極洲的山嶺，位於維多利亞地的斯科特海岸，屬於因德弗山塊的一部分，以美國海軍上將命名，現時由南極條約體系管理。

## 外部連結
. . United States Geological Survey.   [2013-04-30].
76°33′S 162°20′E / 76.550°S 162.333°E